# János Hahn
János Hahn (Szekszárd, 15 mei 1995) is een Hongaars voetballer die als aanvaller speelt. Hahn speelt sinds 2021 voor DAC 1904 Dunajská Streda uit Slowakije dat hem over nam van Paksi SE.

## Carrière
Hahn begon zijn carrière bij de jeugd van Paksi SE. In 2012 mocht hij ook voor deze club zijn debuut maken op het hoogste niveau in Hongarije. Hahn was toen nog maar 17 jaar oud. De wedstrijd was tegen Pápai Perutz FC, Paksi won de wedstrijd met 2-0.
Na minder dan een jaar verkaste hij naar Puskás Akadémia FC. Dit was geen succes, Hahn kreeg geen speelminuten in het eerste elftal.
Na één seizoen trok Hahn terug naar zijn moederclub Paksi. Dit was wel een groot succes, Hahn speelt tot op de dag vandaag nog steeds voor deze club en hij heeft al 200 wedstrijden gespeeld in het shirt van Paksi.
In het seizoen 2020/21 werd Hahn topscoorder van de Hongaarse eerste klasse, hij scoorde 22 doelpunten in 28 wedstrijden. Na dat topseizoen volgde voor Hahn zijn eerst selectie voor de nationale ploeg van Hongarije.
In de zomer van 2021 maakte Hahn zijn eerst transfer naar het buitenland. Hij verliet zijn jeugdliefde Paksi om voor het Slowaakse DAC 1904 Dunajská Streda te gaan spelen. Maar na één seizoen in Slowakije keerde Hahn wederom terug naar Paksi.

## Interlandcarrière
Nadat Hahn in 2021 een topseizoen had gespeeld volgde in de zomer van dat jaar zijn eerste selectie voor de nationale ploeg van Hongarije. Hij maakte zijn debuut voor Hongarije op 4 juni 2021 in een met 1-0 gewonnen match tegen Cyprus. Hahn haalde ook de voorselectie voor het EK 2020, maar hij kwam niet in de definitieve selectie terecht.
1 Gulácsi ·
2 Lang ·
3 Kecskés ·
4 Attila Szalai ·
5 Fiola ·
6 Orban ·
7 Nego ·
8 Nagy ·
9 Ádám Szalai  ·
10 Cseri ·
11 Holender ·
12 Dibusz ·
13 Schäfer ·
14 Lovrencsics ·
15 Kleinheisler ·
16 Gazdag ·
17 R. Varga ·
18 Sigér ·
19 K. Varga ·
20 Sallai ·
21 Botka ·
22 Bogdán ·
23 Nikolić ·
24 Schön ·
25 Hahn ·
26 Bolla ·
Coach: Rossi